# Dondurma

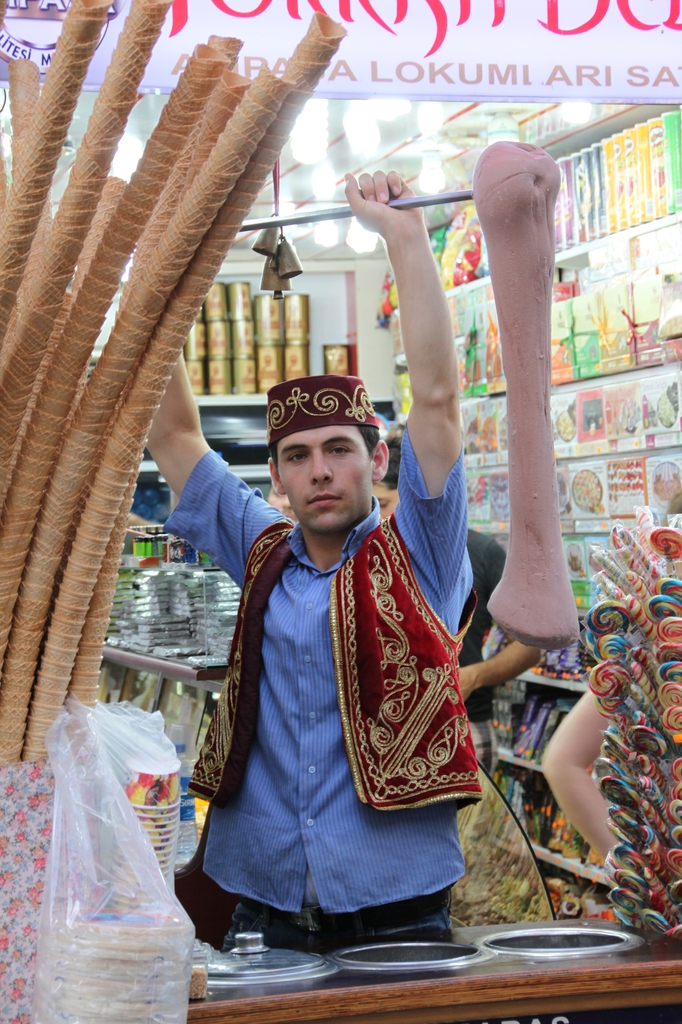
Dondurma à venda em Istambul

Dondurma (do turco dondurma: "congelando") é o termo genérico usado para sorvete na Turquia. Fora da Turquia, pode ainda referir-se especificamente ao "sorvete de Maraş" turco feito com leite, açúcar, salepo e mástique. Este sorvete provavelmente teve a sua origem na região turca de Kahramanmaraş.
O sorvete turco é feito com leite de cabra, o que dá ao mesmo uma consistência mais borrachuda. Por isso, os sorveteiros podem fazer diversas brincadeiras antes de entregar o doce ao cliente, o que faz muito sucesso entre os turistas.

## História
Originalmente, havia apenas sorvete de mastique na Turquia e sua receita foi mantida em segredo durante 300 anos pelo período Império Otomano, mas em meados do século 19 um Síria comerciante veio para Istambul  e trouxe a receita secreta para Damasco, onde desenvolveu uma versão local do sorvete turco chamado booza. A versão síria era mais leve e mais arejada do que a versão turca do sorvete. depois do que o sorvete persa que chamou: "Bastani Sonnati" com ovos que foram feitos no final do século 19 para o rei persa e para temperar sobremesas persas.

## Consumo e cultura
Dondurma é comumente vendido de ambos os vendedores de rua com roupas tradicionais do período otomano carrinhos e frentes da loja, onde a mistura é agitada regularmente com pás longas para mantê-lo viável. Os vendedores muitas vezes provocam o cliente servindo o cone de sorvete em uma vara e, em seguida, tirando a dondurma com a vareta, girando-a ao redor, antes de finalmente entregá-la ao cliente. Isso às vezes resulta em mal-entendidos entre clientes que não estão familiarizados com a prática.
Em alguns lugares da Turquia é costume tratar o sorvete como döner e cortá-lo com uma faca de açougueiro.